# Intility Arena
Intility Arena är en fotbollsstadion i Oslo, Norge. Arenan invigdes 2017 och är hemmaplan för Vålerenga IF och Vålerenga Fotboll Damer. Arenan innehåller också andra verksamheter, som bland annat en pub, en supporterbutik och en skola med inriktning på toppidrott.